# Garapita clitellaria
Garapita clitellaria är en insektsart som beskrevs av Henry Fairfield Osborn 1926. Garapita clitellaria ingår i släktet Garapita och familjen dvärgstritar. Inga underarter finns listade i Catalogue of Life.